# Thomas Grey, 1:e markis av Dorset
Thomas Grey, 1:e markis av Dorset, född 1457, död 20 september 1501, var äldste son till Elizabeth Woodville och därmed styvson till  Edvard IV av England.

## Biografi
Thomas var Elizabeths son i hennes första äktenskap med Sir John Grey. Han blev markis av Dorset 18 april 1475 och kallad till parlamentet 9 november 1482. I januari 1482/3, vid sin farmors död blev han Lord Ferrers av Groby. Han anslöt sig till hertigen av Buckinghams uppror 1483 mot Rikard III. Då upproret misslyckades flydde han till Bretagne för att ansluta sig till Henrik Tudor, den framtide Henrik VII.
Thomas gifte sig första gången med Anne Holland, Anna av Yorks dotter. Då hon dog ung barnlös, gifte han sig med Cecily Bonville, baronessa av Harington och Bonville, en niece till Rikard Neville, earl av Warwick och styvdotter till William Hastings med peruken, Edvard IV:s nära vän. I det senare äktenskapet var Jane Grey hans barnbarnsbarn. 
Han porträtteras i William Shakespeares pjäs Richard III.